# شيدريك سيدورف
شيدريك سيدورف (ولد في 20 أبريل 1983 في ناردن) هو لاعب كرة قدم هولندي سابق لعب كلاعب خط وسط.

## المسيرة الكروية

### الأنديه
استمتع سيدورف بالتدريب في صفوف الشباب في أياكس وريال مدريد وإنتر ميلان. في أياكس كان لاعباً أساسياً في دوري الدرجة الأولى وكان يُنظر إليه على أنه موهبة للمستقبل. بعد اختلاف في الرؤية مع مدير التدريب هانز ويسترهوف، رأى سيدورف وشقيقه يورجن فرصًا قليلة في النادي الهولندي. في عام 1999، غادر الأخوة إلى مدريد، لمواصلة تطوير أنفسهم في فريق الشباب في ريال مدريد. شارك سيدورف في كل مباريات مدريد، لكن بسبب وجود لاعبين نجوم في ريال مدريد، لم يتمكن أبدًا من الوصول إلى الفريق الأول. عندما تم بيع شقيقه كلارنس إلى إنتر ميلان، قرر سيدورف الانتقال مع شقيقه لمزيد من تطوير نفسه في إنتر وربما يكون لديه فرصة أفضل للتألق. في إنتر ميلان، لعب سيدورف جميع المباريات في فريق الشباب، لكن فرصته في اللعب مع الفريق الأول كانت ضئيلة. قرر سيدورف بعد ذلك العودة إلى هولندا، حيث يمكنه الانضمام إلى الفريق الأول لنادي بريدا، الذي يلعب في الدوري الهولندي الممتاز.

### نادي بريدا
شارك سيدورف لأول مرة مع نادي بريدا في موسم 2000/01، والذي كان يدربه هينك تين كاتي. خلال فترة العامين التي قضاها في نادي بريدا، واجه الشاب سيدورف الكثير من المنافسة على مركزه في خط الوسط. في المباريات الثلاث التي خاضها، لعب لاعب الوسط في مركز غير معتاد، وهو الظهير الأيمن. إلى جانب بعض المشاكل العائلية واختلاف الرأي فيما يتعلق بكرة القدم، واجه سيدورف صعوبة في التأقلم في النادي في بريدا وقرر إنهاء مسيرته.

### نادي لنيانو
بعد غياب دام عامين عن كرة القدم، قرر سيدورف العودة لممارسة كرة القدم مرة أخرى. وبدأ مجددًا في اللحاق بملاعب التدريب في نادي لنيانو، حيث قرر ممارسة كرة القدم بعد محادثة مع ماركو سيموني، رئيس النادي وصديق عائلة سيدورف. وفي بحثه عن مستواه القديم، خاض سيدورف بعض المباريات في الفريق الرديف، لكنه لم يحصل على فرصة اللعب في دوري الدرجة الثالثة، وبعدها رحل سيدورف إلى نادي بيتزيغتوني من أجل الحصول على المزيد من وقت اللعب.

### إيه أس بيتزاغيتوني
في نادي إيه أس بيتزاغيتوني، حصل سيدورف على المزيد من وقت اللعب. في موسم 2006/2007، لعب سيدورف مباراتين في دوري الدرجة الثالثة الإيطالي. وعلى الرغم من حصوله على دقائق لعب، إلا أن ذلك لم يكن كافياً بالنسبة لمشجع كرة القدم سيدورف، فقد أغري بالانتقال إلى أوستينده البلجيكي، الذي أراده أن يأتي من إيطاليا.

### أوستينده
في صيف عام 2007، جاء سيدورف إلى نادي KV Oostende. بعد بداية واعدة، لم يتمكن سيدورف من تأمين مكان له في التشكيلة الأساسية للنادي البلجيكي في الدرجة الثانية. وبعد ذلك توصل سيدورف ونادي أوستيندي إلى اتفاق لإنهاء العقد الجاري في الأول من يناير/كانون الثاني 2008. وهذا أعطى سيدورف الحرية في البحث عن نادٍ جديد في صفقة انتقال مجانية.

### ميلان
بعد بعض الحصص التدريبية في نادي ميلان، قرر النادي تقديم عقد لمدة عامين لسيدورف. وبحسب ما قاله سيدورف نفسه، فإن ذلك لا يهدف إلى الحصول على فرصة للعب في الفريق الأول، بل إلى منح سيدورف فرصة جديدة للنجاح في كرة القدم. وبعد إقامته في لومباردي لمدة شهر، نجح في إقناع مجلس إدارة نادي إيفيان بصفاته. وأدى ذلك إلى انتقاله على سبيل الإعارة إلى نادي سافويارد، الذي يلعب في دوري الدرجة الثالثة الفرنسي.

### نادي إيفيان
في كروا دي سافوي، يحظى سيدورف باستقبال حار من النادي ووسائل الإعلام. شارك اللاعب المعار من ميلان لأول مرة مع نادي سافوي في 20 سبتمبر 2008 في مباراة فاز فيها الفريق 1-0 على نادي كاليه. ورغم أن المدرب باسكال دوبراز أشار في مقابلة إلى أنه معجب بتقنيته، إلا أن سيدورف لا يزال يبحث عن أعلى مستوياته، ويقضي لاعب الوسط معظم دقائقه في خدمة الفريق الرديف لنادي أولمبيك كروا دي سافوي 74. وبعد خيبة أمل من الجانبين، تم إنهاء عقد الإيجار في يناير/كانون الثاني 2009 بعد مشاورات جيدة بين وكيل أعمال سيدورف، ويني هاتريخت، ونادي سافويارد. سمح هذا لسيدورف بالمغادرة إلى نادي هارلم المهتم، والذي استأجر سيدورف من نادي ميلان خلال النصف الثاني من الموسم.

### نادي هارلم
كان شيدريك مرتبطًا بعقد مع نادي هارلم منذ فترة العطلة الشتوية. وهنا أيضًا لم يحصل لاعب الوسط على أي وقت لعب رسمي مع نادي الدرجة الأولى. في يوليو 2009، أُعلن من خلال القنوات الرسمية أن سيدورف سينتقل إلى نادي مونزا بريانزا.

### نادي مونزا بريانزا
اعتبارًا من موسم 2009/10، لعب سيدورف لصالح نادي مونزا بريانزا، النادي الذي كان شقيقه كلارنس سيدورف مالكًا مشاركًا له. تم تقديم شيدريك سيدورف لوسائل الإعلام في 14 يوليو 2009. وقّع ابن عمه ستيفانو سيدورف أيضًا عقدًا مع النجم الإيطالي.

## المباريات الدولية

### هولندا -16
خلال فترة لعبه كلاعب شاب في نادي أياكس ونادي ريال مدريد، لعب سيدورف عدة مرات مع منتخب هولندا تحت 16 سنة، وهو فريق كرة قدم يضم أكثر لاعبي كرة القدم الهولنديين موهبة تحت سن 16 سنة. تأهل الفريق لبطولة أوروبا تحت 16 سنة 2000، حيث خسر في الدور نصف النهائي، لكنه فاز في النهاية في المباراة النهائية ضد اليونان. من غير المعروف عدد المباريات الدولية التي خاضها سيدورف مع منتخب الشباب.

### إحصائيات
| الموسم                     | نادي                       | البلد                      | المنافسة                       | المنافسات |
| -------------------------- | -------------------------- | -------------------------- | ------------------------------ | --------- |
| 2000/01                    | ناك بريدا                  | هولنداقالب:NL-VLAG         | التقسيم الأول                  | 3         |
| 2001/02                    | ناك بريدا                  | هولنداقالب:NL-VLAG         | التقسيم الأول                  | 0         |
| 2005/06                    | أ. سي. لجنانو              | إيطالياقالب:IT-VLAG        | سلسلة (C2)                     | 0         |
| 2006/07                    | AS بيتزيتون                | إيطالياقالب:IT-VLAG        | سلسلة (ك1)                     | 2         |
| 2007/08                    | كرواتيا أوستين             | بلجيكاقالب:BE-VLAG         | الدرجة الثانية                 | 0         |
| 2008                       | (كامبور ليواردن)           | هولنداقالب:NL-VLAG         | التقسيم الأول                  | 1         |
| 2008                       | "إك ميلان"                 | إيطالياقالب:IT-VLAG        | السلسلة أ                      | 0         |
| 2008/09                    | أولمبيّة ساوية              | فرنساقالب:FR-VLAG          | الوطنية                        | 1         |
|                            | هفك هارلم                  | هولنداقالب:NL-VLAG         | التقسيم الأول                  | 0         |
| 2009/10                    | أيه سي مونزا بريانزا       | إيطالياقالب:IT-VLAG        | السلسلة " سي "                 | 11        |
| 2010/11                    | أيه سي مونزا بريانزا       | إيطالياقالب:IT-VLAG        | السلسلة " سي "                 | 6         |
| 2011/12                    | (س.و.إيه)                  | سورينامقالب:SR-VLAG        | الـ "س.و.ب" الـ "مرتبة الأولى" | 0         |
| تم تحديثه حتى 05 مايو 2011 | تم تحديثه حتى 05 مايو 2011 | تم تحديثه حتى 05 مايو 2011 | إجمالي                         | 24        |

## الحياة الشخصية
شيدريك هو الأخ الأصغر لكلارنس سيدورف، وهو أيضًا ابن عم ستيفانو سيدورف. إلى جانب شيدريك، هناك المزيد من اللاعبين الموهوبين في عائلة سيدورف:
- كلارنس سيدورف (الأخ)، لاعب خط الوسط الناجح في نادي ميلان الإيطالي والمنتخب الهولندي لكرة القدم.
- يورجن سيدورف (الأخ)، لاعب سابق في نادي دي جرافشاب وأكاديمية أياكس للشباب.
- ستيفانو سيدورف (ابن عم)، لاعب كرة قدم في نادي أياكس، ونادي بريدا، ونادي جرونينجن، وغيرها من الأندية.
- ريجيليو سيدورف  [لغات أخرى]‏ (ابن أخيه)، لاعب كرة قدم في نادي كيه إس كيه بيفيرين وأكاديمية الشباب في سبارتا روتردام.
- رحملي سيدورف (ابن أخ)، لاعب كرة قدم سابق في نادي يونج إف سي دن بوش وأكاديمية الشباب في نادي إس بي في فيتيس.

## روابط خارجية
- الملف الشخصي للاعبين الهولنديين
- الملف الشخصي للاعب على موقع المشجعين أولمبيك سافوي.